# Lohner-Werke
Lohner-Werke o senzillament Lohner, va ser una empresa de carrosseria Vienesa de luxe fundada en el segle xix per Jacob Lohner.
Al voltant de 1900 l'empresa produïa cotxes elèctrics, dissenyats per Ferdinand Porsche, sent la primera empresa austríaca en construir-ne. A principis dels anys 1900 l'empresa fabricava aeronaus, després de la Primera Guerra Mundial, fabricava tramvies i, després de la Segona Guerra Mundial, va començar a fabricar escúters i ciclomotors utilitzant motors Rotax, empresa amb la que es va fusionar l'any 1959, formant Lohner Rotax.
En 1970 l'empresa canadenca Bombardier va adquirir una participació majoritària i la va rebatejar com a Bombardier-Rotax GmbH.
Ja amb Bombardier l'empresa va passar a anomenar-se Bombardier Wien Schienenfahrzeuge (BWS), i més tard Bombardier Transportation Austria GmbH. Va ser reubicada a una fàbrica especialitzada l'any 2007, i ara produeix únicament tramvies (2012).

## Història

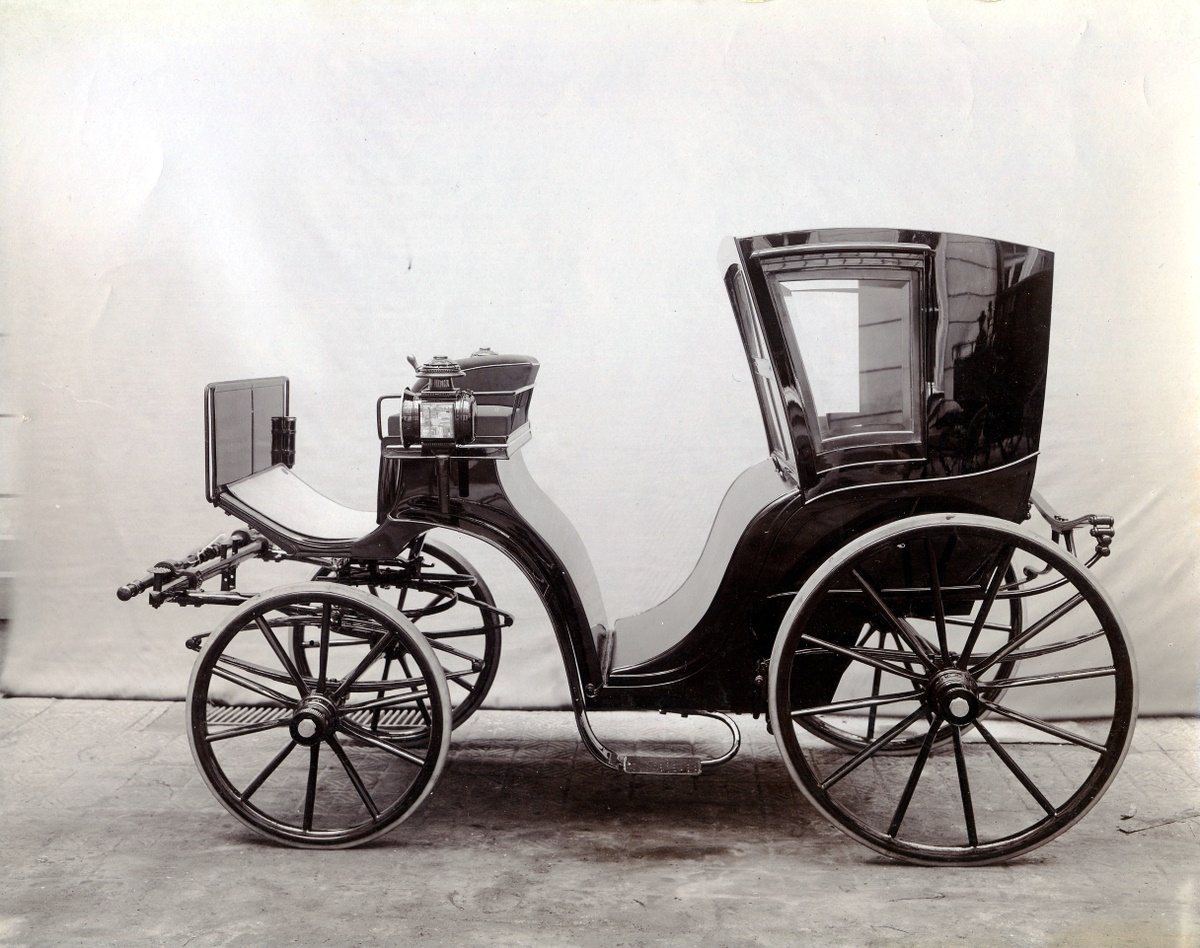
Transport de luxe Lohner ~ 1910

El 1821 German Heinrich Lohner (1786–1855) va establir un taller a Viena, sent ell el mestre carrosser. L'any 1823 es va unir al mestre fabricant de selles de muntar (Sattlermeister) Ludwig Laurenzi, esdevenint Laurenzi & Lohner. Després de la mort de Ludwig Laurenzi el 1863 l'empresa va canviar el nom a Jacob Lohner & Co. portant-la el fill de Lohner, Jacob Lohner (1821–92). Jacob Lohner va industrialitzar el negoci del seu pare fabricant entre 300 i 500 vehicles per any. L'empresa subministrava vehicles als tribunals de les cases reials de Noruega, Suècia, i Romania, així com a l'emperador austríac. L'empresa va rebre la distinció k.u.k. Hofwagenlieferant (Carroser Reial).
El 1887 el fill de Jacob Lohner, Ludwig Lohner (1858–1925) es va quedar l'empresa i va decidir que els cotxes eren el futur. Inicialment va treballar amb Béla Egger, i l'any 1898 va contractar Ferdinand Porsche qui va dissenyar bastants vehicles fins que, el 1905 va deixar Lohner i es va unir a la filial de Daimler afiliar Österreichische Daimler Motoren Commanditgesellschaft Bierenz Fischer & Co.

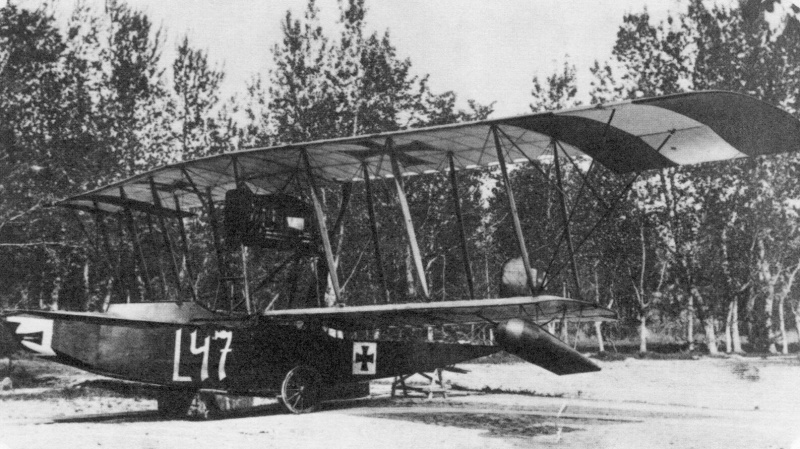
Aeronau Lohner L

L'any 1909, l'empresa va començar a fabricar aeronaus, produint avions de reconeixement per l'exèrcit austrohongarès durant la Primera Guerra Mundial, i una sèrie d'hidrocanoes de patrulla naval per la Marina dels Estats Units, que més tard van ser copiades per l'empresa d'aviació italiana Macchi per a l'exèrcit italià a la Primera Guerra Mundial. Lohner també va produir aeronaus per la Força de l'Aire espanyol.
Després de la Primera Guerra Mundial l'empresa va abandonar la producció d'aeronaus i va passar a fabricar tramvies. Durant la Gran depressió la fàbrica de Floridsdorf va tancar.
Durant l'Anschluss amb Alemanya Lohner va produir ales. La planta va ser danyada l'any 1944, i després de la Segona Guerra Mundial l'empresa va passar a l'administració pública fins que, el 1949 va ser retornat al control de la família Lohner.

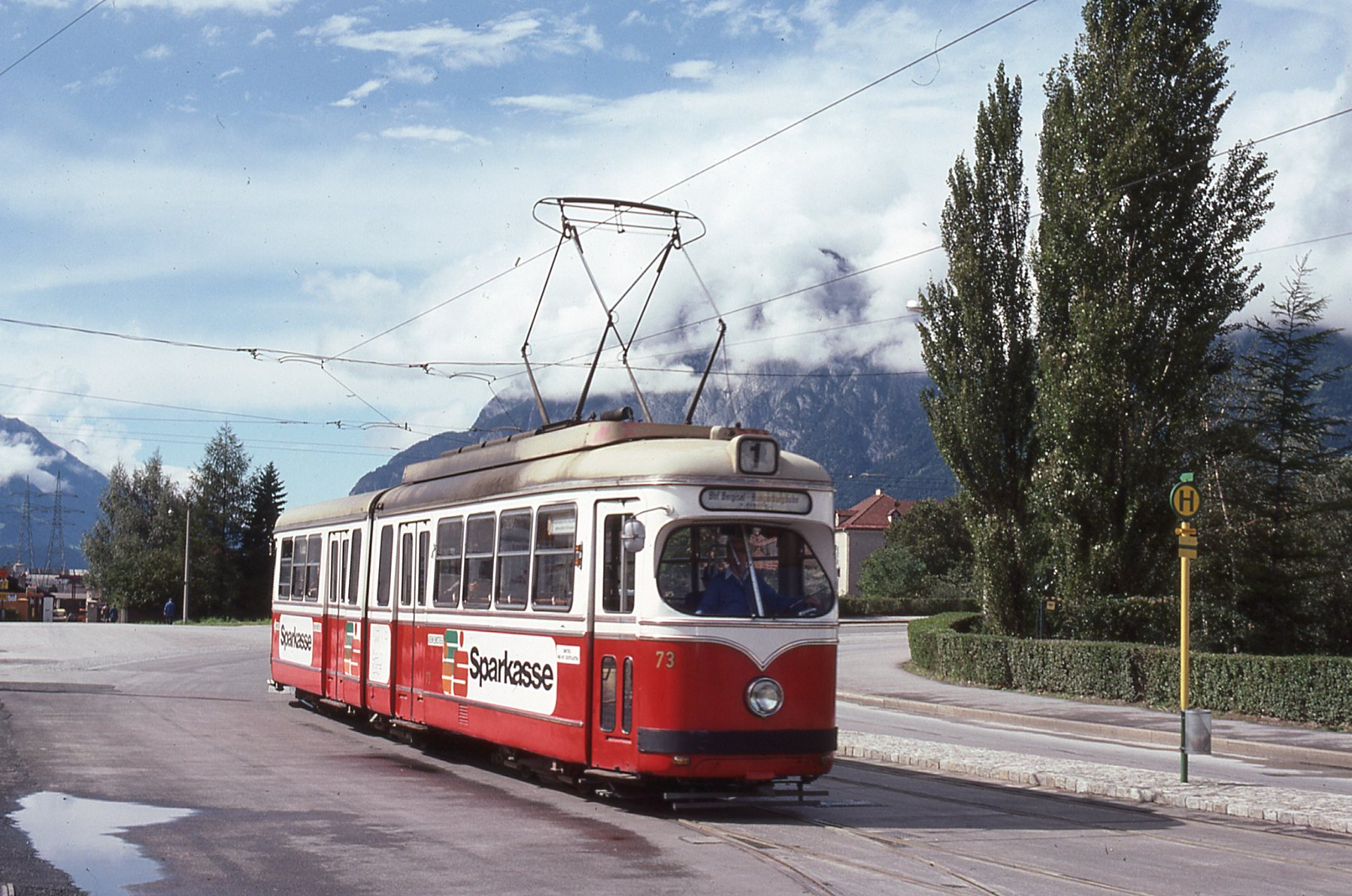
Tramvia articulat DUEWAG (1977) a Innsbruck

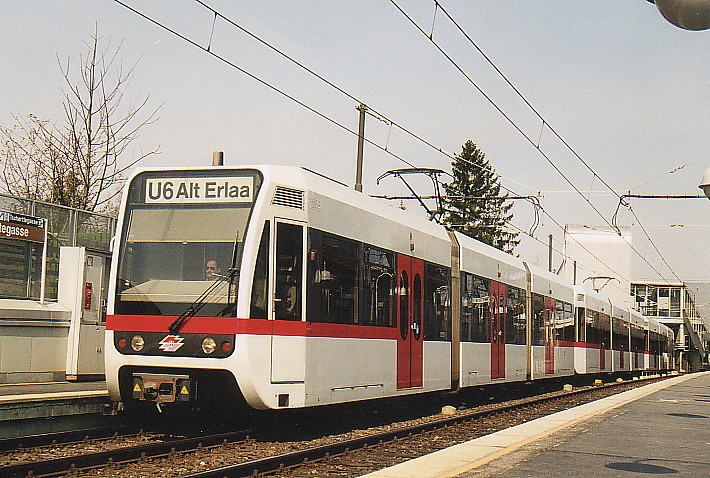
Unitat Type T (1995)

## Llistat d'aeronaus
- Lohner Type AA
- Lohner B.I
- Lohner B.II
- Lohner B.VII
- Lohner E
- Lohner L